# Zenopsis oblonga
Zenopsis oblonga är en fiskart som beskrevs av Parin, 1989. Zenopsis oblonga ingår i släktet Zenopsis och familjen sanktpersfiskar. Inga underarter finns listade i Catalogue of Life.